# Zoran Slavnić
Zoran "Moka" Slavnić, (srbsko: Зоран Мока Славнић) je srbski košarkar in trener, * 26. oktober 1949, Beograd, SFRJ
Zoran je bil s svojimi 180 cm igralec na poziciji organizatorja in je bil med letoma 1973 in 1980 standardni član druge zlate generacije jugoslovanske košarke. Za reprezentanco je vsega skupaj zbral 179 nastopov in na njih dosegel 1.465 točk. Leta 1991 ga je FIBA uvrstila na zgodovinski seznam 50-tih največjih košarkarjev, leta 2013 pa je pristal še v hramu slavnih. 

## Igralska kariera

### Klubska

#### Crvena zvezda
Bil je dolgoletni član beograjske Crvene zvezde za katero je igral med letoma 1963 in 1977. Z njo je dvakrat osvojil naslov jugoslovanskega državnega prvaka in trikrat pokalnega. Prvi državni naslov jim uspe osvojiti v letu 1969, drugega tri leta kasneje, to je 1972. Prvi pokalni naslov jim gre v vitrine leta 1971, nato vsaki dve leti, leta 1973 in še 1975.
Največji uspeh na mednarodni sceni so dosegli leta 1974 z osvojitvijo evropskega pokala pokalnih zmagovalcev. Na finalni tekmi, igrali so proti češkemu Spartak Brno, ki so jo dobili s 86-75, je bil Zoran s 20 točkami drugi strelec svoje ekipe, takoj za Kapičićem (23) in tik pred Simonovićem (19 točk). Poleg tega so v istem tekmovanju še dvakrat prišli do naslova podprvaka, najprej leta 1972 ter nato še leta 1975. Najprej, leta 1972 so v finalu klonili proti italijanskemu Simmenthal Olimpia Milano s tesnim 74-70, Slavnić pa je na tej tekmi zabeležil 12 točk. Naslednjič, leta 1975 pa so zopet klonili v finalu pokala, tokrat proti ruskemu Spartaku, ki jih je premagal za eno točko s 63-62, Slavnić pa je bil z 21 točkami najuspešnejši pri Crveni zvezdi.

#### Joventut Badalona
Ko je igral v Španiji za Joventut Badalona je osvojil naslov španskega prvaka, drugega za ta klub v zgodovini. V ta klub je prišel leta 1977, potem ko je dopolnil 28 let, kar je bil takrat v Jugoslaviji pogoj za odhod v tujino. Ostal je dve sezoni. 

#### Pozno igralsko obdobje
Po obdobju v Španiji je Slavnić v svojem igralskem zenitu zamenjal več klubov. Najprej je leta 1979 prišel v Šibenik, kjer je kot igralec in trener ostal dve sezoni. Nato je v sezoni 1981-82 igral za KK Partizan, nakar je sledilo igranje v Italiji. V sezoni 1982-83 se je nahajal v mestecu Caserta, kjer je igral za tamkajšnji Juvecaserta Basket. To je bil tudi njegov zadnji klub kjer je igral. Od tedaj se je posvetil trenerstvu.  

### Reprezentanca
Za državno reprezentanco je igral v sedemdesetih letih in je bil njen standardni organizator igre. Debitiral je na EP 1973 in osvojil zlato medaljo potem, ko so v odločilni tekmi slavili nad Španci, proti katerim je Zoran dosegel 12 točk in bil s tem drugi strelec svoje ekipe. Sledi SP 1974 na katerem Zoran in ostali igrajo odlično ter na koncu osvojijo srebrno kolajno za doseženo drugo mesto. Zaostali so le za takratnim velikim konkurentom Sovjetsko zvezo, ki so ga sicer premagali s tesnim izidom 82-79, toda izgubili so proti ZDA in v skupnem seštevku (takrat še niso igrali po sistemu izločanja pač pa vsak z vsakim) bili drugi, Američani pa tretji.
Na naslednjem EP, to je bilo EP 1975, ki so ga igrali doma v Beogradu, jim uspe Sovjete premagati in osvojijo drugo zaporedno zlato medaljo. V odločilni tekmi Moka doseže 12 točk za zmago, zaostane le za Kićanovićem (22) in Ćosićem (16 točk) in je s tem tretji strelec ekipe. Sledile so za Zorana prve OI, to so bile OI 1976 kjer se je veselil osvojene srebrne medalje.
Leta 1977 pride na vrsto nastop na tretjem evropskem prvenstvu, to je EP 1977, ter še tretjič zapored osvojena zlata medalja po zmagi v finalu proti Sovjetom s 74-61. Na tej tekmi je bil Slavnić z doseženimi 12 točkami tretji strelec svoje ekipe, zaostal je le za Dalipagićem (19) in Kićanovićem (14). V spominu je ostal tudi slavni odbojkarski vložek v zadnjih sekundah tekme med Slavnićem in Kićanovićem, ki sta si nespoštljivo do Sovjetov podajala žogo, ko je bil izid finala že odločen. 
Sledilo je SP 1978, ki se je igralo na Filipinih. Tu Slavnić in ostali dosežejo prvo zlato medaljo v svetovnem merilu in postanejo tako imenovana »druga zlata generacija« jugoslovanske košarke. Leta 1979 pride za Zorana četrti zaporedni nastop na evropskih prvenstvih. Turnir za EP 1979 se je igral v italijanskem Torinu. Na njem Moka in njegovi igrajo sicer dobro vendar se morajo zaradi polfinalnega poraza proti Izraelu zadovoljiti z bronasto medaljo, ki jo osvojijo po zmagi s 99-92 nad Češkoslovaško.
Leta 1980 so sledile za Slavnića druge Olimpijske igre na katerih je nastopil. To so bile igre v Moskvi 1980, na njih so se Zoran in ostali veselili svojega največjega olimpijskega uspeha. Zmagali so na prav vseh tekmah, tudi odločilni za zlato proti Italiji, ki so jo dobili s 86-77. Na tej tekmi je bil Moka dokaj povprečen, v 17 minutah je dosegel 4 točke ter zabeležil še po en skok in podajo.
Za reprezentanco je zbral skupaj 179 nastopov in na njih dosegel 1.465 točk. 

## Trenerska kariera

### Začetki
Najprej je deloval kot igralec in trener naenkrat. Do tega je prišlo leta 1979, ko je Moka prišel v Šibenik v tamkajšnji klub KK Šibenka, ki se je ravno prebil iz druge v prvo ligo. Tam je v kadetskem pogonu kluba odkril izredno talentiranega mladega, še ne petnajstletnega igralca Dražena Petrovića, ki ga je takoj postavil v člansko ekipo in ga vzel pod svoje okrilje.

### Selektor Srbije
Leta 2007 postane glavni selektor Srbije in se začne pripravljati za takratno EP 2007. Že na začetku priprav se je soočil s številnimi odpovedmi standardnih reprezentantov tako, da je vzel seboj na tekmovanje številne mlade še neuveljavljene novince. Temu primeren je bil nato rezultat na turnirju, ki ga je Srbija zaključila že po prvem delu in končala na za njih skromnem 14. mestu. Tako je zaradi te slabe uvrstitve Slavnić dobil odpoved s strani srbske zveze in je zaključil kot selektor dokaj neslavno. Mu pa gre zasluga, da je dal prvi priložnost igranja za reprezentanco nekaterim zelo mladim igralcem. Najprej je to Miloš Teodosić, potem pa so tu še Milenko Tepić, Stefan Marković in Novica Veličković, vsi igralci s kasneje uspešnimi karierami.

## Igralne značilnosti
Kot igralec je veljal za genialnega organizatorja igre polnega zvijač ter izredne mentalne samozavesti. Zaradi neukrotljivega značaja se je večkrat zapletel tako z nasprotniki kot svojimi trenerji. To ga je spremljalo tudi kasneje na njegovi trenerski poti.